# Drusus Julius Cæsar
Drusus Julius Cæsar (7. oktober ca. 14 f.Kr. – 14. september 23 e.Kr.), også kaldet Drusus den Yngre, var søn af kejser Tiberius, og arving til Romerriget efter sin adoptivbror Germanicus' død i 19 e.Kr.
Han blev født i Rom i en fremtrædende gren af slægten Claudia, søn af Tiberius og hans første hustru, Vipsania Agrippina. Hans navn ved fødslen var Nero Claudius Drusus efter sin farbror, Drusus den Ældre. I 4 e.Kr. antog han navnet Julius Cæsar efter at hans far af Augustus var blevet adopteret ind i Julia-slægten og blev Drusus Julius Cæsar.
Drusus gik først ind i politik med embedet som kvæstor i 10 e.Kr. Hans politiske karriere afspejlede Germanicus', og han overtog alle sine embeder på samme alder som ham. Efter Augustus' plan var det meningen, at de to skulle regere sammen. De var begge populære, og mange dedikationer er blevet fundet til deres ære i det romerske Italien. Cassius Dio kalder ham "Castor" i sin romerske historie og sammenligner Drusus og Germanicus med tvillingerne Castor og Pollux fra den romerske mytologi.
Drusus døde pludseligt den 14. september e.Kr. Oldtidens historikere, såsom Tacitus og Sveton, hævder, at han døde midt i en strid med den magtfulde Sejanus, prætorianergardens præfekt i Rom. De hævder begge, at Drusus blev myrdet. I deres fortælling havde Sejanus forført hans hustru Livilla, og med hjælp fra en læge havde hun forgiftet Drusus. På trods af rygterne havde Tiberius ikke fattet mistanke mod Sejanus, og de to forblev venner, indtil Sejanus' faldt fra nåde i 31 e.Kr.

## Tidlige liv og familie
Han blev født i Rom omkring 14 f.Kr. med navnet Nero Claudius Drusus. Han omtales ofte af historikere som "Drusus II", "Drusus den Yngre" eller "Drusus Minor" for at skelne ham fra hans farbror, Nero Claudius Drusus, den yngre bror til Tiberius, som Drusus var opkaldt efter. Drusus var gennem sin mor barnebarn af Marcus Vipsanius Agrippa, en nær ven af Augustus, og hans første hustru Caecilia Attica.
Som medlem af Det julisk-claudiske dynasti var han en nær slægtning til alle fem julisk-claudiske kejsere. Hans far var kejser, og hans adoptivfarfar var Romerrigets grundlægger, Augustus. På sin mors side var han fætter til Caligula, på sin faders side fætter til Claudius, og grandfætter til Nero - alle senere romerske kejsere.
Før Tiberius var Augustus' arvinger sønnerne af Julia den Ældre og Marcus Agrippa, Gajus og Lucius Cæsar, som han adopterede og gjorde til arvinger. De avancerede gennem deres karrierer i samme tempo og skulle regere sammen. De døde dog unge, hvilket tvang Augustus til at udtænke en anden arvefølge. I 4 e.Kr. adopterede han Tiberius på betingelse af, at Tiberius samtidig adopterede Germanicus. Dette gjorde Tiberius til Augustus' arving og Germanicus til Tiberius' arving. Ligesom med Agrippas sønner var det Augustus' hensigt, at Germanicus og Drusus skulle regere sammen.
Senere samme år blev Drusus gift med sin kusine, Livilla, for at knytte båndene til Julia-slægten endnu stærkere. Tacitus fortæller, at hun var uattraktiv som barn, men voksede op til at blive smuk. Deres datter Julia blev født ikke kort inde i ægteskabet, og de fik tvillingesønnerne Tiberius Gemellus og Germanicus Gemellus i 19 e.Kr., dog døde sidstnævnte døde stadig var spæd i 23 e.Kr. Hans sønners fødsel blev mindet på mønter.
Ligesom Agrippas sønner var Drusus omtrent på samme alder som Germanicus, og begge fulgte også parallelle karrierer. Drusus og Germanicus havde alle deres embeder i samme alder og gik videre gennem cursus honorum i samme tempo. Begge beklædte embedet som kvæstor i samme alder, begge blev fritaget for præsteembedet, de havde deres første og andet konsulat i samme alder, og begge fik prokonsulat med imperium maius, da de blev udsendt for at regere henholdsvis Germania og Illyricum.

## Karriere
Drusus' første embede var som kvæstor i år 10 e.Kr. Da han var politisk interesseret, blev han permanent medlem af den komité, Augustus havde grundlagt i 13 e.Kr. for at udarbejde Senatets daglige arbejde.
I august den 14 døde hans adoptivfarfar Augustus. Til hans ære læste Drusus en lovprisning foran talerstolen ved hans begravelse. Den næste måned, den 17. september, mødtes senatet for at bekræfte hans far som princeps. Blandt sine første handlinger som kejser indstiftede Tiberius Sodales Augustales, et præstedømme for Augustus-kulten, som medlemmer af den kejserlige familie, såsom Drusus, sluttede sig til. Dette var dog ikke hans første religiøse post, da han havde været pontifex siden 7/8 e.Kr. - et vigtigt skridt til det prestigefyldte embede pontifex maximus.
Drusus havde kort tid til at sørge over Augustus' død eller fejre sin far Tiberius' tronbestigelse, da legionerne ved Rhinen og Illyricum gjorde mytteri. De havde ikke modtaget de bonusser, som Augustus havde lovet dem, og da det stod klart, at et svar fra Tiberius ikke ville komme, gjorde de oprør. Den 17. eller 18. september blev Drusus sendt afsted for at tage sig af tropperne i Illyricum, og en delegation blev sendt afsted for at overdrage prokonsulatets imperium maius til Germanicus, som tog sig af situationen ved Rhinen. Drusus krævede ikke prokonsulatets beføjelser, fordi han var udnævnt konsul.

### Oprøret i Pannonien
De tre legioner i Pannonien (VIII Augusta, XIX Hispana og XV Apollinaris) var under ledelse af Junius Blaesus, som havde tilladt sine mænd en pause fra militære pligter for at sørge over Augustus' død. Der var et sammenbrud i disciplinen, og som et resultat var soldaterne holdt op med at adlyde ordrer.  Efter at være blevet udsendt med to prætorianske kohorter, nåede Drusus og den prætorianske præfekt Sejanus den 26. september de pannoniske legioner ved Emona.
Deres krav var: militærtjeneste skulle ophøre allerede efter seksten år (fald fra tyve år), en belønning for tjeneste, en lønforhøjelse til en denar om dagen. Men forhandlingerne brød sammen, og soldaterne begyndte at kaste sten mod medlemmer af Drusus' gruppe. Næste morgen overbeviste en måneformørkelse før daggry soldaterne om, at deres mytteri var dødsdømt, og som et resultat blev orden genoprettet ved daggry. Drusus fik af Blaesus lov til at komme ind i lejren og foran en samling af tropperne roste Drusus soldaternes kontrollerede opførsel og lovede at skrive et brev til sin far, hvor han adresserede deres krav. Hvis Drusus' brev blev afsendt den 28. september, skulle det have nået Rom inden den 3. eller 4. oktober.
Efter at have fået kontrol over soldaterne, var hans næste træk, ifølge Tacitus, at henrette mytteriets ledere. Han sendte en eftersøgningsgruppe ud i den omkringliggende skov for at dræbe de ledere, der ikke var til stede til samlingen. Efter at have afsluttet disse sager vendte Drusus tilbage til Rom.

### Første konsulat og leder af Illyricum
I 15 e.Kr. havde han konsulatet sammen med Gajus Norbanus Flaccus. Det var i dette år, at han var vært for gladiatorlegene i hans og Germanicus' navn, som han nød i så høj grad, at det forstyrrede de andre tilskuere. Han udførte efter sigende sine opgaver som konsul godt, selvom han var tilbøjelig til vold og fik tilnavnet "Castor" fra at kæmpe mod en equites. Der var også en hændelse på et teater mellem prætorianerne og claqueurs ("skuespillere"), hvor Drusus efter sigende stod på skuespillernes side og forhindrede prætorianerne i at straffe uregerlige skuespillere. I sine Annaler 1.77 beretter Tacitus, at skuespillernes og folkemængdernes uregerlige opførsel senere blev adresseret af Senatet, som vedtog foranstaltninger, der tillod prætorerne at straffe urolige tilskuere. Sådan var hans udskejelser, at Tiberius året efter besluttede at gøre ham til guvernør over Illyricum, både for at give ham erfaring i krig og for at styrke hans popularitet blandt tropperne, og måske også for at holde ham væk fra bylivets aflad.
Af disse grunde blev Drusus sendt til Illyricum med prokonsulatets imperium maius og endte med at være guvernør der fra 17 til 20 e.Kr. Efter at Germanicus havde forladt Rhinen i 16 e.Kr., havde de tyske stammer, der tidligere havde kæmpet sammen med hinanden mod romerne, vendt sig mod hinanden. De to store styrker i regionen, markomannerne under kong Maroboduus og Cheruskerne under Arminius stødte sammen, og efter et uafgjort slag trak Maroboduus sig tilbage til hjertet af sit rige i Bøhmens skove. Inden da havde to stammer (semnonerne og langobarderne) skiftet side til Arminius.
Da Maroboduus indså sin problemer, anmodede han om romersk hjælp. Det var to år siden, at markommanerne havde nægtet at hjælpe romerne mod Arminius' styrker, og derfor nægtede Tiberius at sende hjælp. I stedet sendte Tiberius Drusus afsted for at fremme romernes interesser på Maroboduus' bekostning, da han vidste, at markomannerne var sårbare. I løbet af sommeren 18 modtog Drusus efterretninger fra Maroboduus' tidligere fange, Catualda, om at Maroboduus var svag, og at det var et godt tidspunkt at angribe. Derfor førte Drusus en mægtig styrke ind i markomannernes riges hjerte og stormede deres kongelige højborg. Maroboduus flygtede, men blev tvunget til at søge asyl i Rom, hvilket Tiberius gav. Senere tabte Catualda en kamp mod Hermunduri, og han fik også asyl.  Senatet dekreterede, at Drusus fik en hyldest for sin succes, som han modtog ved sin tilbagevenden til Rom den 28. maj år 20.

### Arving til Principatet
Mens Drusus var i Illyricum, var hans adoptivbror Germanicus død i Syrien af sygdom eller gift den 10. oktober. Germanicus' død gjorde Drusus til den nye arving, noget som fik Germanicus' hustru Agrippina til at få mistanke om mord. Hun mente, at Tiberius havde fået hendes mand myrdet for at gøre Drusus hans enearving. Historikeren Barbara Levick skriver, at dette er usandsynligt i betragtning af hendes søn Neros forfremmelse i sin karriere det følgende år.
Den 10. oktober 19 e.Kr., havde hans hustru Livilla født tvillingesønnerne Tiberius Gemellus og Germanicus, som han opkaldte efter sin adoptivbror. Deres fødsel blev fejret af hans far, som hævdede, at der aldrig før i Roms historie var blevet født tvillinger til en mand af så høj rang som Drusus, og begivenheden blev fejret på bagsiden af mønter. Tiberius havde håbet, at Drusus ville holde den kejserlige familie sammen og betroede ham værgemålet for Germanicus' sønner, Nero og Drusus.
Han vendte tilbage til Rom i december og var til stede den 20. marts, da Agrippina ankom med Germanicus' aske. Han var også til stede under retssagen mod Gnaeus Calpurnius Piso, der posthumt blev fundet skyldig i forbrydelsen maiestas (forræderi). Den 16. december lovpriste hans far under et senatsmøde Germanicus, og han gav en lovprisning ved næste møde. Det blev besluttet, at deres lovprisninger begge skulle indskrives i bronze: Tiberius' for fremtidige generationer, mens Drusus' lovtale skulle demonstrere Drusus hengivenhed over for sin adoptivbror som en demonstration af fromhed.
Adskillige ændringer påvirkede hans fars regeringstid efter Germanicus død. Ud over at miste sin adoptivsøn og arving mistede Tiberius en ven: Gnaeus Piso, hvis familie havde været nære tilhængere af principatet siden Augustus' tidlige dage. Tabet af Germanicus og retssagen mod Piso var et betydeligt slag for Tiberius' popularitet, og han kom til at ærgre sig over rollen som princeps.

### Andet konsulat
Med det samme interval på tre år mellem Germanicus og Drusus' første og anden periode som konsul, blev Drusus igen konsul i år 21, denne gang sammen med sin far. De sidste to års modgang for hans far havde gjort ham tilbagetrukket. For Tiberius var Drusus, der havde konsulatet, et velkomment syn, og med sit svækkede helbred trak han sig tilbage til Campania og efterlod Drusus alene om at udføre konsulatets forpligtelser. Tiberius' tilbagetrækning kom til at vare omkring tyve måneder.
I mellemtiden havde der været et oprør i Gallien ledet af Sacrovir og Florus, gallere med romersk statsborgerskab, men oprøret blev afsluttet af Gajus Silius (kommandør over legionerne i Nedre Rhinen) uden indblanding fra Tiberius eller Drusus. Efter at have rost legionernes loyalitet i Gallien forsvarede Tiberius den erklæring, han havde fremsat i 14 e.Kr., om at hverken han eller Drusus skulle være nødt til at "forlade hovedstaden" som svar på ethvert mindre oprør i imperiet. 
Således endte Drusus konsulat, men i slutningen af året blev han syg. Hans sygdom fik Clutorius Priscus til at skrive en lovprisning, i det han troede, at Drusus' liv var i fare. Priscus havde tidligere skrevet en lovprisning for Germanicus, som han blev betalt for. Han troede, at han ville blive belønnet igen, og reciterede derfor sin lovtale foran et publikum som forberedelse til Drusus' død. En misfornøjet meddeler indbragte sagen for Senatet, og det blev vedtaget, at han skulle henrettes. Hans henrettelse blev dekreteret og udført uden først at konsultere kejseren. Dette fik Tiberius til at indføre en lov, hvorved Senatet skulle vente 10 dage efter sådanne fordømmelser, inden de offentliggjorde sådanne dekreter for at give ham mulighed for at høre om deres beslutninger først.
Året efter bad Tiberius senatet i Rom om at give Drusus tribunicia potestas (tribunmagt), hvilket de reagerede opstemt på. Senatet dekreterede statuer, helligdomme, templer, en bue og andre "sædvanlige æresbevisninger" over princepsen og hans søn. Således modtog Drusus i foråret 22 e.Kr. tribunicia potestas, en udmærkelse ingen senator dengang kunne stræbe efter, da æren udelukkende var forbeholdt kejseren og hans umiddelbare efterfølgere. Kun to mænd var blevet hædret på denne måde af Augustus, først Marcus Agrippa og derefter Tiberius selv, men Tiberius havde aldrig givet det til Germanicus. Det var nu at Drusus delte symbolet på den øverste magt med sin far.

### Fald
Mens det officielt var Drusus, der var arving til Tiberius, var det i praksis den prætorianske præfekt Sejanus, der var den næst mægtigste mand i imperiet. Allerede i 20 e.Kr. havde Sejanus søgt at styrke sine bånd til den kejserlige familie ved at forlove sin datter Junilla med Claudius' søn, Claudius Drusus.  På det tidspunkt var pigen kun 4 år gammel, men ægteskabet blev forhindret, da drengen et par dage senere ved et uheld døde af kvælning.
I 23 e.Kr. var Sejanus endt med at øve betydelig indflydelse over kejseren. Sådan var hans forhold til kejseren, at han af Tiberius blev omtalt som Socius Laborum ("min partner i mit slid"). Sejanus' indflydelse og position gjorde det muligt for ham at blive ophøjet til rang af prætor, en position, der typisk er begrænset til medlemmer af equites-ordenen. Hans tilhængere i Senatet fik avancement i deres embeder, og statuer blev rejst til hans ære.
På dette tidspunkt var fjendskabet mellem Drusus og Sejanus nået til et kritisk punkt. Drusus havde slået præfekten med sin næve, og åbent beklaget, at "en fremmed var blevet inviteret til at assistere i regeringen, mens kejserens søn var i live". Ifølge Levick er der intet, der tyder på et dårligt forhold mellem de to før dette tidspunkt, især ikke så langt tilbage som år 14, under deres felttog til Pannonien. Hun skriver dog, at det kan have været sammenstødet mellem teatralske claqueurs og Prætorianergarden i år 15, der startede striden, men det vides ikke med sikkerhed. Mere bekymrende for Drusus var måske, at hans far i år 20 nævnte Sejanus for Senatet i vendinger, der lød som om han gjorde ham til hans magtpartner. For Drusus, arvingen til netop den position, var dette en legitim grund til bekymring. På det tidspunkt var Tiberius i tresserne, så der var en realistisk mulighed for, at Drusus skulle efterfølge sin far i den nærmeste fremtid. I Tacitus' beretning begyndte Sejanus i hemmelighed at smede rænker mod Drusus for at sikre sin position.
Efter at have forført Drusus' hustru Livilla, overbeviste Sejanus hende om, at han elskede hende og gik så langt som til at lade sig skille fra sin egen hustru, Apicata. De involverede Livillas læge, Eudemus, som de i nogen tid mødtes med i hemmelighed. Med hjælp fra Livilla blev Drusus forgiftet og døde af, hvad der lignede naturlige årsager. Cassius Dio fortæller, at Sejanus' handlinger blev afsløret i et brev fra Apicata efter hans død den 31. oktober.

## Efter døden
I modsætning til Germanicus fik Drusus en fuld begravelse, og hans lig blev begravet i Augustus' mausoleum sammen med andre afdøde medlemmer af den kejserlige familie. Ligesom Germanicus flød det med historier om giftmord med Sejanus som morderen. Moderne historikere som Ronald Syme mener, at han måske bare døde af sygdom.
Hans død var ikke kun et hårdt slag mod Tiberius, men udfordrede også principatets fremtid. Tiberius stolede stadig på Sejanus og havde ingen mistanke. Da Drusus' søn var for ung, adopterede Tiberius sine børnebørn gennem Germanicus, Nero og Drusus og anbefalede dem til Senatet. Nero fik embedet som kvæstor fem år i forvejen og blev gift med Julia Livia, datter af Drusus, for at knytte familierne til begge mulige efterfølgere. Ingen af dem endte dog med leve længe nok til at kunne efterfølge Tiberius.
I år 26 havde kejseren trukket sig helt ud af politik og flyttet til Capri, og overladt ledelsen af imperiet til Sejanus, som derefter begyndte at eliminere andre medlemmer af den kejserlige familie. I år 28/29 blev Nero forvist til øen Ponza som en statsfjende. Germanicus' søn Drusus blev fængslet i fangehullet under det kejserpaladset på Palatinerhøjen, hvor han ikke længe efter var sultet ihjel. Nero døde i eksil i år 33.
Sejanus forblev magtfuld indtil hans pludselige fald og summariske henrettelse i oktober år 31, de nøjagtige årsager til dette er stadig uklare. Den 26. oktober, blot otte dage efter hans død, begik hans hustru Apicata selvmord. Ifølge Cassius Dio efterlod hun en besked til kejseren. Hans søn var blevet myrdet af sin hustru Livilla og hendes elsker, Sejanus. Historien skal læses med forsigtighed. Levick skriver, at Sejanus må have myrdet Drusus i selvforsvar, fordi kun Tiberius stod mellem den prætorianske præfekt og slutningen af hans karriere i hænderne på Drusus. Desuden skriver han, at det er endnu mindre sandsynligt, at Livilla ville have været medskyldig i ødelæggelsen af sin familie, nøglen til hendes børns fremtid. Levick afviser Apicatas anklage som hævnen fra en kvinde, hvis mand forlod hende for en anden.
Germanicus' ældste sønners død ophøjede hans tredje søn, Gajus Cæsar (Caligula), til efterfølger, og han blev prindeps ved Tiberius' død i 37 e.Kr. Drusus' søn Tiberius Gemellus blev kaldt til Capri af hans far Tiberius, hvor han og Gajus Caligula blev gjort til fælles arvinger. Da Caligula overtog magten, gjorde han Gemellus til sin adopterede søn, men Caligula fik snart Gemellus dræbt for at have konspireret mod ham.

## Galleri
- Buste af Drusus i Prado (Madrid).
- Buste af Drusus iLouvre (Paris)
- Buste af Drusus i Museo Arqueológico Nacional de España

## I populærkulturen
Han optræder under navnet Castor i romanen Jeg, Claudius af Robert Graves, og i BBC-dramatiseringen (hvor han blev spillet af Kevin McNally).
Han blev også portrætteret i tv-serien The Caesars fra 1968 af William Corderoy.

## Fodnoter
1. ↑  Selvom dette placerede Germanicus foran Drusus i arvefølgen, sørgede adoptionen for at give Germanicus samme rang som Drusus, og det var meningen at de to skulle avancere i deres karrerier på samme vis indtil det var tid for at de skulle herske (Levick 1966).
2. ↑  I 20 e.Kr. blev Nero ført ind i Forum af Tiberius og Drusus for at modtage toga virilis. Han blev lovet at blive udnævnt til kvæstor om fem år og blev gift med Drusus' datter Julia senere det år (Levick 1999).

### Primære kilder
- Cassius Dio, Roman History Book 57, engelsk oversættelse
- Plutarch, Symposiacs Book 1, engelsk oversættelse
- Suetonius, Lives of the Twelve Caesars, Life of Caligula, latinsk tekst med engelsk oversættelse
- Suetonius, Lives of the Twelve Caesars, Life of Tiberius, latinsk tekst med engelsk oversættelse
- Tacitus, Annals, I–VI, engelsk oversættelse

### Sekundære kilder
- Adams, Geoff W. (2007), The Roman Emperor Gaius "Caligula" and His Hellenistic Aspirations, BrownWalker Press, ISBN 9781599424231
- Bingham, Sandra J. (1999) [1997], The praetorian guard in the political and social life of Julio-Claudian Rome, Ottawa: National Library of Canada, ISBN 0612271064, arkiveret fra originalen (PDF) 1. marts 2017, hentet 23. maj 2007
- Burns, Jasper (2006), Great Women of Imperial Rome: Mothers and Wives of the Caesars, Routledge, ISBN 978-0415408974
- Levick, Barbara (1966), Drusus Caesar and the Adoptions of A.D. 4, Latomus, Société d'Études Latines de Bruxelles, s. 227-244
- Levick, Barbara (1999), Tiberius the Politician, Routledge, ISBN 0-415-21753-9
- Lott, J. Bert (2012), Death and Dynasty in Early Imperial Rome: Key Sources, with Text, Translation, and Commentary, Cambridge University Press, ISBN 978-0-521-86044-4
- Milnor, Kristina (2005), Gender, Domesticity, and the Age of Augustus: Inventing Private Life, Oxford University Press, ISBN 978-0-19-928082-7
- Pettinger, Andrew (2012), The Republic in Danger: Drusus Libo and the Succession of Tiberius, Oxford University Press, ISBN 978-0-19-960174-5
- Powell, Lindsay (2015), Marcus Agrippa:Right-hand Man of Caesar Augustus, Pen & Sword Military, ISBN 9781848846173
- Rowe, Greg (2002), Princes and Political Cultures: The New Tiberian Senatorial Decress, University of Michigan Press, ISBN 0472112309
- Salisbury, Joyce E. (2001), Women in the ancient world, ABC-CLIO, ISBN 978-1-57607-092-5, hentet 3. januar 2012
- Scullard, H.H. (1982), From the Gracchi to Nero: A History of Rome 133 BC to AD 68 (fifth udgave), Routledge, ISBN 0-415-02527-3
- Seager, Robin (2005), Tiberius, Blackwell Publishing, ISBN 1-4051-1529-7
- Shotter, David (1992), Tiberius Caesar, London: Routledge, ISBN 978-0-203-62502-6
- Syme, Ronald (1989), The Augustan Aristocracy, Oxford University Press, ISBN 0-19-814731-7